# Włodzimierz Albinowski
Włodzimierz Albinowski (ur. 1848 w Rzeszowie, zm. ok. 1915) – powstaniec styczniowy, współorganizator i Członek Zarządu Towarzystwa Gimnastycznego Sokół w  Brzesku.

## Życiorys
Mieszkał w Samborze, gdzie był uczniem I klasy gimnazjum, wziął udział w powstaniu styczniowym w 1863 r. Ranny 2 lipca 1863 roku w bitwie pod Radziwiłłowem (zakończonej niepowodzeniem 2 lipca 1863, więziony był przez Austriaków. 
Po powstaniu był  leśniczym, i członkiem wydziału powiatowego w Dolinie, a potem zamieszkał w Brzesku, gdzie był gospodarzem Towarzystwa Gimnastycznego Sokoła, w 1910 r., oraz organizatorem Drużyn Strzeleckich. Zmarł ok. 1915 roku.